# Pierre Augereau
« Augereau » redirige ici.  Pour les autres significations, voir Augereau (homonymie).
Charles Pierre François Augereau, né le 21 octobre 1757 à Paris et mort le 12 juin 1816 à La Houssaye-en-Brie (Seine-et-Marne), est un général français puis maréchal d'Empire et duc de Castiglione.

## Biographie

### Jeunesse

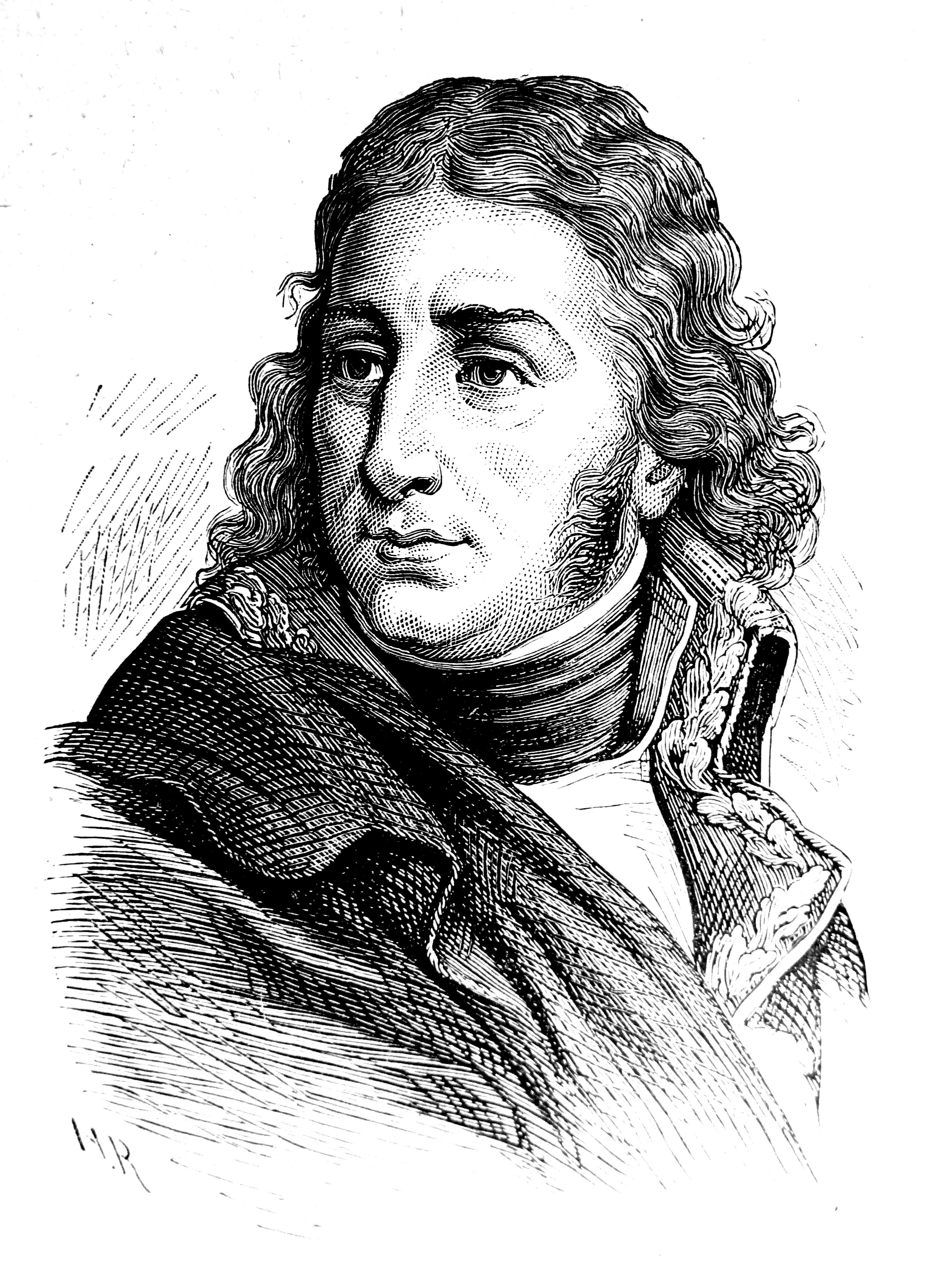
Augereau, par H. Rousseau (dessin), E. Thomas (gravure).

Augereau est issu d'une famille modeste : son père, Pierre Augereau, est d'abord jeune domestique puis maçon,, et sa mère, Marie-Josèphe Kreslin, d'origine allemande, est marchande de fruits au faubourg Saint-Marceau, à Paris. Il ne reçoit qu'une éducation très sommaire,.
Cas unique parmi les futurs maréchaux de Napoléon, Augereau commence sa carrière militaire en servant tout d'abord dans l'armée prussienne, où il combat contre l'Empire ottoman et l'Autriche. Devenu sergent, il déserte et réussit à rejoindre les frontières de la Saxe, entraînant son peloton avec lui. Pendant les années 1788-1791, on le retrouve au service de l'armée de Naples, puis au Portugal. Les événements de la Révolution française le font rentrer en France vers la fin de 1792.

### Soldat de la Révolution
Farouche jacobin, il s'engage dans la Garde nationale et devient sergent. Nommé capitaine puis lieutenant-colonel, il participe à la répression de la révolte des Chouans en Bretagne. Puis il rejoint l'armée des Pyrénées, sous les ordres du général Jean-Antoine Marbot (1754-1800), où il est rapidement promu général de division le 23 décembre 1793. Sa division se distingue encore plus lorsqu'elle est transférée à l'armée d'Italie en 1795, où elle participe à la bataille de Loano.

#### Campagne d'Italie

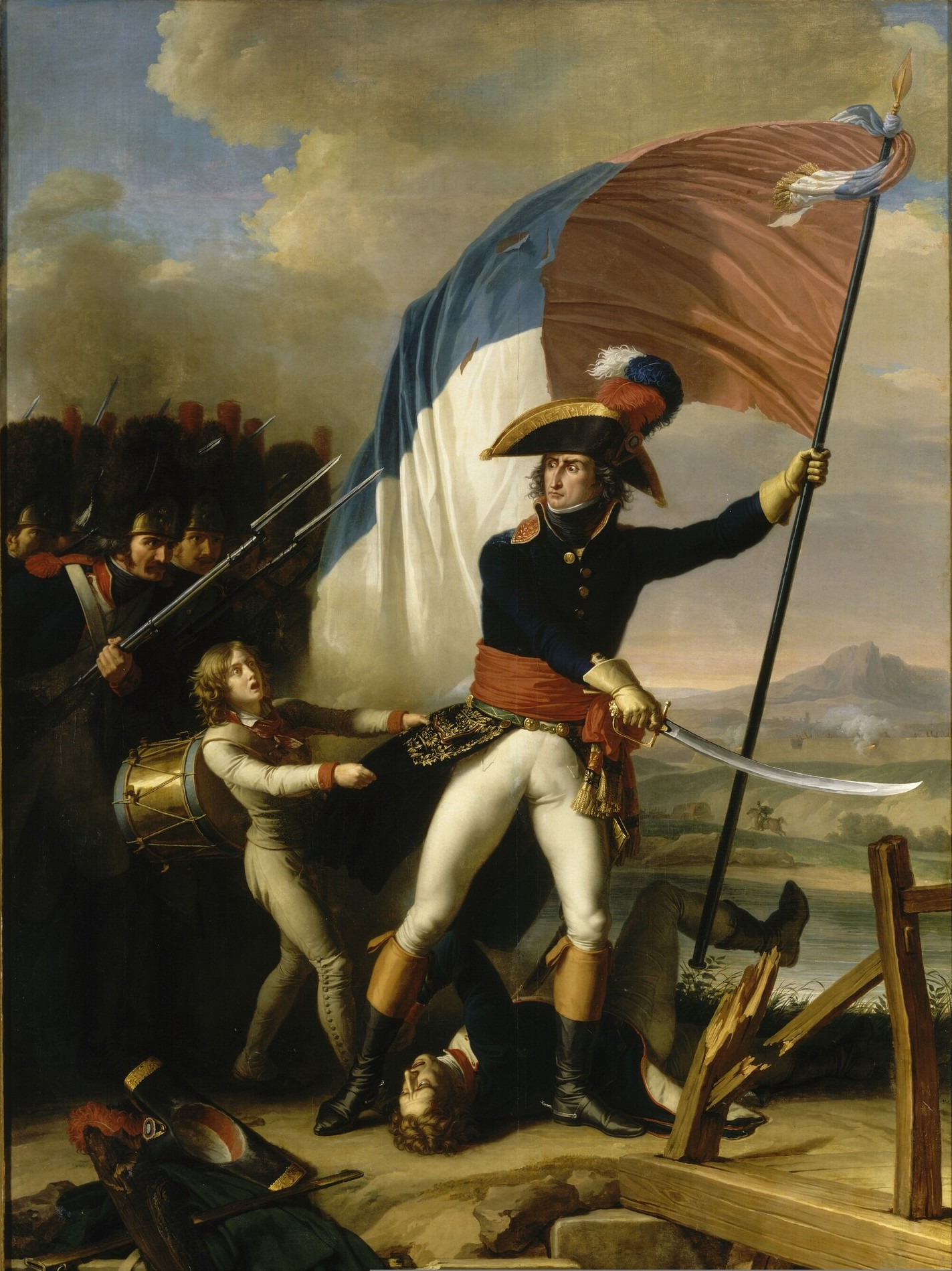
Augereau au pont d’Arcole, 15 novembre 1796 par Charles Thévenin.

En 1796, sous les ordres de Bonaparte, il s'illustre à la bataille de Montenotte et à la bataille de Millesimo puis lors de la prise du château de Cosseria le 14 avril. Pendant la bataille du pont de Lodi le 10 mai 1796, le mouvement tournant de ses troupes contribue à la victoire. Mais c'est surtout à Castiglione le 5 août 1796, qu'il se couvre de gloire. La veille de la bataille, alors que l'armée française se trouve dans une position critique, il est le seul, en conseil de guerre, à préconiser l'attaque. Le lendemain, ses manœuvres et sa valeur sont pour beaucoup dans l'éclatant succès remporté par l'armée d'Italie et son général en chef. Il est aussi présent, le 15 novembre, à Arcole, où il s’élance sur le pont à la tête de ses troupes. Bonaparte apprécie Augereau au point de le désigner pour apporter les drapeaux pris à l'ennemi au Directoire,. Augereau en retire une gloire personnelle qui vise à éclipser celle de Bonaparte.

#### Député et opposant au Consulat
Éloigné de l’armée, Augereau se livre à toutes les intrigues politiques dont Paris est le théâtre. Il participe ainsi au coup d'État du 18 fructidor (4 septembre 1797) qui écarte les conseillers suspectés de sympathies monarchistes. En remerciement, il est nommé commandant de l'armée de Sambre-et-Meuse, puis de l'armée du Rhin. Il se fait élire député de la Haute-Garonne au Conseil des Cinq-Cents où il siège à gauche. Jacobin, il manifeste son hostilité au coup d'État du 18 Brumaire mais finit cependant par se rallier à Bonaparte qui lui confie le commandement de l'armée française en Batavie le 28 décembre 1799, et commandant des troupes gallo-bataves le 24 novembre 1800. L’année suivante, il est remplacé par Victor, et reste sans commandement pendant un certain temps. Il recommence alors ses attaques contre le gouvernement consulaire.
Franc-maçon en 1801, il est membre de la loge « Les Enfants de Mars » à La Haye.

### Maréchal d'Empire

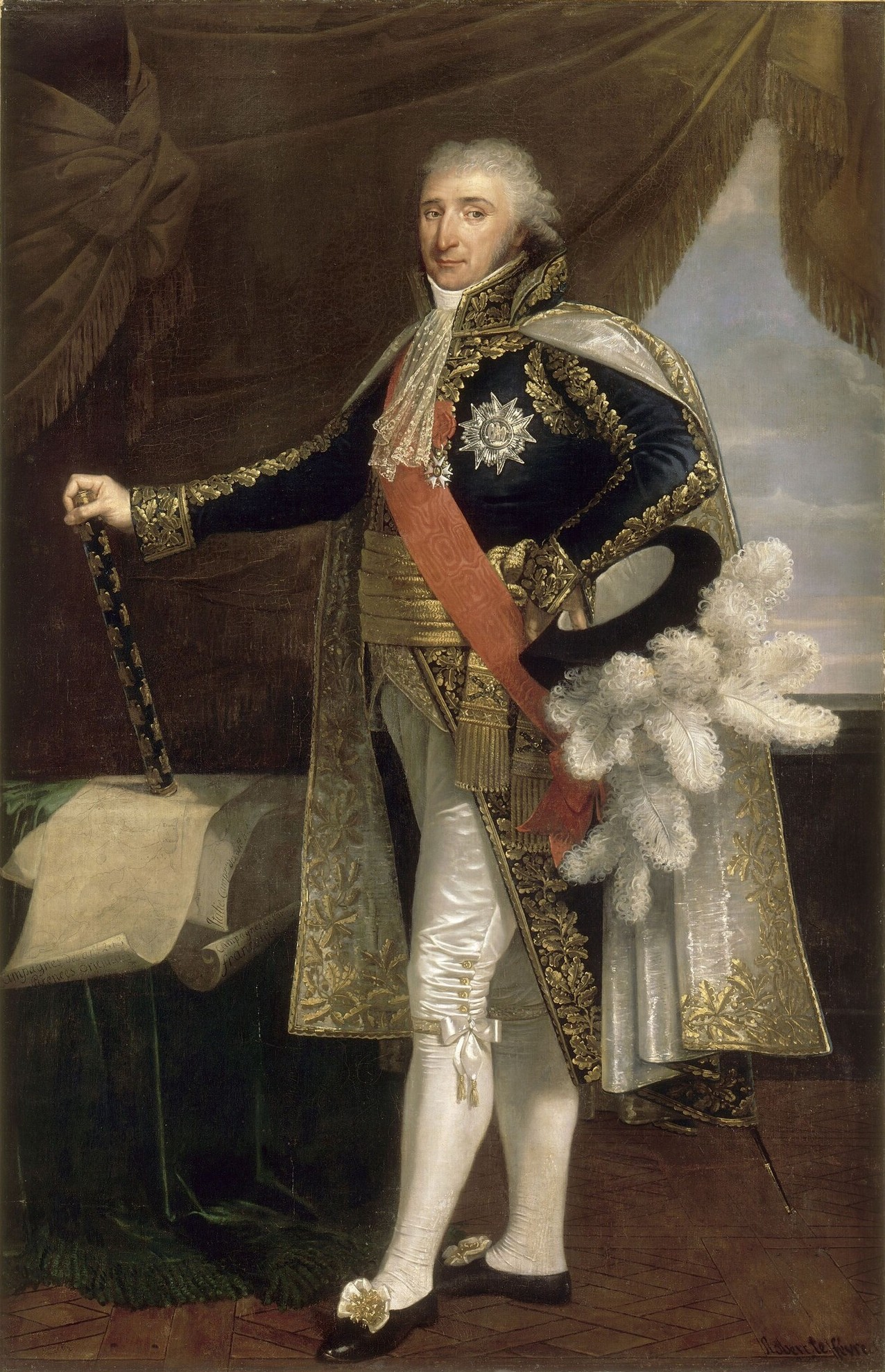
Maréchal Pierre Augereau, duc de Castiglione par Robert Lefèvre.

Son ardeur républicaine finit par se calmer lorsque Napoléon Ier le nomme maréchal d'Empire le 19 mai 1804, grand officier de la Légion d'honneur, duc de Castiglione et grand-croix de l'ordre de Charles III d'Espagne.
Commandant du VIIe corps de la Grande Armée l'année suivante, il est affecté en Autriche et en Allemagne mais ne prend pas part à la bataille d'Austerlitz. En 1806, il participe à la campagne d'Allemagne, il se distingue le 14 octobre 1806 à Iéna, où il bat le corps saxon de Zezschwitz (de) et écrase le corps de renfort prussien de Rüchel venu trop tard au secours de l’armée prusso-saxonne, puis à la bataille de Golymin, contre les Russes, le 26 décembre 1806. Au début de l'année 1807, il tombe malade et doit se faire attacher sur son cheval lors de la bataille d'Eylau le 8 février 1807. Alors qu’il doit attaquer le centre russe, son corps d’armée se perd dans une tempête de neige. Les soldats français sont décimés par les canons ennemis, et Napoléon doit faire intervenir la cavalerie de Murat et la Garde impériale pour combler le vide laissé par le 7e corps. Blessé au bras, Augereau rentre en France. Le 19 mars 1808, il reçoit le titre de duc de Castiglione.
Il sert ensuite en Espagne où il fait preuve de cruauté lors de la campagne de Catalogne (siège de Gérone) en 1809. Ses premières victoires à la tête de l'armée de Catalogne sont bientôt suivies de défaites.
L’empereur renvoie Augereau dans ses terres mais le rappelle pour la campagne de Russie de 1812 où il lui confie le XIe corps de la Grande Armée en Allemagne (corps de réserve). Le maréchal est présent lors de la défaite française à Leipzig, du 16 au 19 octobre 1813. Sa défense acharnée lui fait regagner la faveur de Napoléon.
En janvier 1814, pendant la campagne de France, Augereau reçoit le commandement du corps d’armée posté à Lyon. Ses ordres prévoient la levée de 60 000 hommes, mais il ne trouve que 800 à 900 hommes armés sur place, une ville peu fortifiée, presque dépourvue de vivres et de munitions. Les Autrichiens du général Ferdinand von Bubna und Littitz ont pris Genève le 30 décembre 1813, Mâcon le 13 janvier 1814. Les autorités locales de Lyon, par crainte du désordre et des représailles autrichiennes, refusent d'armer la population. Augereau parvient à rassembler 14 000 hommes contre les 60 000 Autrichiens du prince Philippe de Hesse-Hombourg et il livre plusieurs combats de retardement mais après la bataille de Limonest (20 mars), à court de ressources, il cède à la demande des édiles qui craignent la destruction de Lyon et évacue la cité dans la nuit du 21 au 22 mars 1814 pour se replier sur Valence. Cette retraite lui vaut d'être qualifié par Napoléon à Sainte-Hélène de « défectionnaire de Lyon ». Le 16 avril 1814, il lance une proclamation où il enjoint à ses soldats d’adopter la cocarde blanche des Bourbons et dénonce Napoléon comme un tyran.

### La Restauration
Louis XVIII le fait pair de France et chevalier de Saint-Louis. Au retour de Napoléon de l'île d'Elbe, Augereau publie, le 22 mars 1815, un ordre du jour pompeux en faveur de l'Empereur mais celui-ci biffe son nom de la liste des maréchaux, le qualifiant de « traître à la France » et le laissant sans emploi. N'ayant pas été employé pendant les Cent-Jours, Augereau reprend ses fonctions à la Chambre des pairs au retour du roi. Il se retire dans sa propriété de La Houssaye-en-Brie.
Il y meurt peu après, sans descendance, d’une hydropisie. Son corps est inhumé au cimetière du Père-Lachaise (59e division) à Paris.

## Distinctions
- Chevalier de l'ordre royal et militaire de Saint-Louis
- Grand officier de la Légion d'honneur

## Famille

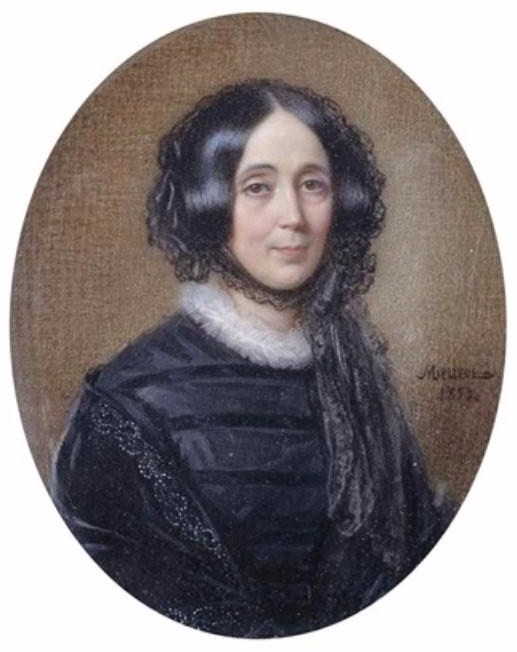
Adélaïde Joséphine de Bourlon de Chavange, сomtesse de Sainte-Aldegonde par François Meuret.

Il épouse en premières noces Joséphine-Marie-Marguerite-Gabrielle Grach (1766-1806) à Naples en 1788, sans descendance. Le 23 février 1809, il épouse en secondes noces Adélaïde Joséphine de Bourlon de Chavange (1789-1869) à La Houssaye-en-Brie, sans descendance. Sa seconde femme est nommée dame du palais de l'impératrice, par décret du 10 avril 1812. Elle se remariera, après la mort du maréchal, au comte Pierre François Balthazar de Sainte-Aldegonde.
Son frère cadet, le général et baron d'Empire Jean-Pierre Augereau (1772-1836) n'hérite pas de la pairie du duc de Castiglione, laquelle meurt en la personne du maréchal.

## Postérité
Brillant divisionnaire pendant la première campagne d'Italie, Augereau déçoit Napoléon durant les guerres napoléoniennes par son attitude aussi bien au combat qu'envers la personne de l'Empereur. À Sainte-Hélène, ce dernier lui reproche particulièrement son comportement pendant la campagne de France où, commandant de l'armée de Lyon, le maréchal ne réussit pas à battre les troupes autrichiennes qui lui sont opposées et s'attire plus tard ce sévère jugement de l'ex-souverain : « Depuis longtemps, chez lui, le maréchal n’était plus le soldat ; son courage, ses vertus premières, l’avaient élevé très haut hors de la foule : les honneurs, les dignités, la fortune, l’y avaient replongé. Le vainqueur de Castiglione eût pu laisser un nom cher à la France ; mais elle réprouvera la mémoire du défectionnaire de Lyon. »
- Son nom est gravé sous l'arc de triomphe de l’Étoile (pilier Sud, colonne 23) ;
- Son nom a été donné à la rue Augereau, dans le 7e arrondissement de Paris, à Lille, Grenoble ainsi qu'à Tours (Indre-et-Loire), en France ;
- Son nom a été donné à un sentier de randonnée près d'Iéna (Allemagne) ;
- Son nom a été donné à l'un des deux quartiers qui composent l'enceinte militaire de l'École des officiers de la Gendarmerie nationale à Melun.